# Green Ensign

Green Ensign mit dem St.-Georgs-Kreuz (1701)

Green Ensign mit dem Union Jack aus dem 19. Jahrhundert

National Maritime Museum

Green Ensign (deutsch: Grüne Flagge) ist der Name einer historischen Flagge, welche von manchen irischen Handelsschiffen vom 17. bis ins frühe 20. Jahrhundert gehisst wurde. Das Green Ensign besteht aus einer goldenen Harfe auf einem grünen Feld mit entweder der englischen Flagge (St.-Georgs-Kreuz) oder einer Version des Union Jack in der Gösch.
Das Green Ensign kommt in folgenden ausgewählten historischen Flaggentafeln vor:
| Jahr       | Flaggentafel                                                                 |
| ---------- | ---------------------------------------------------------------------------- |
| 1685       | Downham’s Flag Chart                                                         |
| 1700       | Len’s Flag Chart                                                             |
| 1799       | Flags of all Nations                                                         |
| 1830er     | Map of the Old World with border of flags (aus den USA)                      |
| 1848       | Flaggen aller seefahrenden Nationen                                          |
| 1851, 1858 | A chart of National Flags (von Henry Bill, New York)                         |
| 1861, 1863 | New Chart of National Emblems (New York)                                     |
| 1863       | National and Commercial Flags of All Nations                                 |
| 1880er     | Standards and Flags of All Nations (von Brown & Son, Vereinigtes Königreich) |
| 1917       | National Geographic Flag Book (National-Geographic-Flaggenbuch)              |

Die Frage, ob das Green Ensign je eine Art offiziellen Status auf den britischen Inseln hatte oder immer nur eine informelle Flagge einiger Handelsschiffe war, ist bislang nicht geklärt.